# Neobisium ruffoi
Neobisium ruffoi är en spindeldjursart som beskrevs av Beier 1958. Neobisium ruffoi ingår i släktet Neobisium och familjen helplåtklokrypare. Inga underarter finns listade i Catalogue of Life.